# 使命召唤：战争地带
《使命召唤：战争地带》是一款由Infinity Ward和Raven Software开发，动视负责发行的免费大逃杀游戏。于2020年3月10日发行于Microsoft Windows、PlayStation 4和Xbox One平台，之後會登陆次世代主机PlayStation 5以及Xbox Series X/S。本作是2019年发行的《使命召唤：现代战争》的一部分，但不需要购买。《战争地带》游戏允许152名在线玩家进行战斗，并可跨平台游玩以及跨平台同步进度。
游戏長期有夺金之王和大逃杀两种模式，還有一些較少出現的模式（例如：52 VS 52的團隊即刻交戰，迷你大逃殺,BR經濟刺激（二/單）人組隊，巨力戰甲（四/三/）人組隊等等）并引入了新的游戏内货币系统。游戏的小队最多为四人
在2020年推出的使命召唤：黑色行动冷战(第17代)和2021年推出的使命召唤：先鋒(第18代)推出之後，使命召唤：战争地带 也同样更新了該作品的賽季、UI、新武器和地圖等等。

## 游戏玩法
《战争地带》有大逃杀和夺金之王两种模式。大逃杀是一个流行的游戏类型，而独有的“夺金之王”则与游戏中的货币机制有关。《战争地带》是继《使命召唤：黑色行动4》（2018）的“黑色冲突”（Blackout）模式后，決勝時刻系列的第二款大逃杀游戏。《战争地带》与《黑色行动4》大逃杀模式的区别在于减少了对装备的依赖，鼓励积累新加入的游戏货币。游戏单场比赛最多可容纳150名玩家，高于其他大逃杀游戏中常见的100名玩家数。
大逃杀模式与同类型的其他游戏类似，玩家需在不断缩小的可玩地图区域中竞争，直至剩下最后一隊玩家。玩家以跳伞的方式进入大型游戏地图，并与其他玩家遭遇。隨著毒圈的污染与玩家的淘汰，区域逐渐缩小，迫使剩下的玩家进入更狭小的空间。不可玩区域被绿色毒气污染，位于此区域玩家的生命值和護甲生命值会逐渐减少，如果他们不尽快返回安全的可玩区域，毒气最终会杀死玩家。与其他同类型游戏不同的是，《战争地带》引入了新的重生机制、游戏内货币机制并更加强调车辆的作用。在游戲過了一段時間，便會在玩家附件出現戰爭空投，與一般大逃殺游戲不同的是，戰爭空投不會出現隨機物品（如：裝甲）而會出現玩家在游戲内設定好的槍械配備；還有，空投也可以利用金錢在購物站内購買。
游戏中玩家控制的角色死亡并不会直接认定玩家失败。《战争地带》提供了一种重生机制，玩家可通过多种方式利用。被杀死的玩家会被移送至“古拉格”，与另一名被杀死的玩家进行一对一的战斗贏者可以重新进入游戏地图。但是無論贏者或輸家，每位玩家進入“古拉格”的機會只有一次。游戏内的货币也可以使玩家重生，玩家可以使用游戏中的货币为自己隊伍的玩家重生。在游戲經過一定時間（暫時為20分鐘），古拉格就會關閉。
在古拉格生死斗，他們的武器是一樣的，主武器的彈藥衹有兩個的彈夾（正在使用和備用的），副武器為拳頭，在旁邊的旁觀者（如有）可以扔石頭來對他們造成傷害（石頭為5個，每過去一個生死鬥會重新裝填至5個，石頭可引爆C4,M18闊劍地雷以及感應地雷等爆炸品）在生死鬥開始后，如果12秒内沒有死亡，會進入延時賽，古拉格的中央會出現一面旗子，如果有一方可以累計占領一定時間而沒有死掉，則會成爲贏者
夺金之王模式下，30分鐘内，小队跳傘時會配備玩家一開始設定好的槍械配備，跳傘加入佛丹斯科搜索散落在地图各处的现金，透過開啓箱子，完成合約，殺掉敵人等方法來獲得現金（不會全部掉光）一旦有一隊累积至100万，游戏就会进入加时赛（3分鐘），所有现金金额加倍，在时间用尽时筹集最多资金的团队成为获胜者。死亡的玩家在此模式下等待一段時間便会自动重生。在地圖上會顯示擁有一些金錢最多的玩家的具體位置（强迫性的），在該玩家的角色背後會多了一個錢袋，並飄著錢（敵人也可看到），具體位置約30秒更新一次。
奪金之王有時候也會叫做黑箱作業，唯一不同的分別就是殺人可以獲得額外的金錢，尤其是利用【最后一擊】來擊殺
迷你大逃殺是在2020年8月的第5賽季更新所出現的，不同于一般大逃殺的是：游戲人數由150人變成78人，玩家的可玩區縮小了很多，幾乎一開始就要跳傘，古拉格很快就會關閉，空投出現也變得很快就會出現。
BR經濟刺激（二/單）人組隊的玩法與大逃殺一樣，但是沒有古拉格，如果玩家死掉了，衹要玩家擁有4000（復活幣的價錢）元，玩家會被扣除4000，並重新回到戰場，可以無限復活，所以會考驗到玩家們金錢分配的策略。在游戲開始的時候，每位隊員都會獲得4500元。同樣，當游戲過去了一定的時間，此功能便會關閉
巨力戰甲（四/三）人組隊，所有玩法和大逃殺一模一樣，衹是地圖會有幾個地方會降下巨力戰甲空投，玩家可以去搶奪，成功獲得者會獲得一副巨力戰甲和其機槍（200發），缺點就是走路的機動性變得極其緩慢（可以乘坐載具來彌補；雖然戰甲生命值極高，但是受到的傷害不會回復；所有玩家的地圖上會顯示巨力戰甲擁有者的位置（更新頻繁次數比頭號懸賞還頻繁）；最後的缺點就是巨力戰甲擁有者死後，會掉落該機槍

### 合約
游戲内的合約有4種而且都是限時的：
1. 占領合約：占領指定地方一定時間，生存模式需時比奪金之王更快且完成任務后可以獲得武器，占領的地方有一個箱子（敵人也可看到）
2. 找箱子：找到3個箱子，箱子内有物品，每找到一個箱子會重設時間
3. 賞金：在地圖上顯示該敵人的具體位置，殺掉他可獲得高額現金（如果反被敵人滅了全隊任務或過了指定時間，任務失敗且敵人可獲得較低的現金）
4. 支援前綫：在2分鐘内，到達指定購物站可以獲得現金外，每位隊員可以擁有一次折扣（不可叠加）
5. 頭號懸賞：在所有玩家的地圖上增加一個王冠（顯示3分鐘且王冠就是接合約的人的精確位置，每秒刷新。三分鐘時間結束王冠會消失，死去的全隊復活（倒地的立即站起並滿hp）和拿到高額現金。如果死了，殺他的隊伍每人拿到少量現金。

每一隊不可以擁有2個或以上的合約

## 常見問題
在復活賽中沒對手的情況（隊友不會計算為對手），連續等待超過1分30秒，可以重新自行回到戰鬥地圖
在生死鬥開始后，如果延時賽内還是沒有死亡，雙方都會死掉
在奪金之王内，如果沒有人得到100萬，最後3分鐘會變成延時賽
在生存模式，如果沒有毒圈的地方的面積已經到達一定程度的細，剩下的縮圈不會再縮細，并且安全區會在毒圈内，十分考驗地理優勢

## 发行
2020年3月9日，动视正式宣布游戏将于3月10日发行。2020年3月11日，动视宣布发行后24小时内有600万人下载了游戏。4天后，《战争地带》下载量已达1500万。2020年5月，Infinity Ward确认游戏未来将支持新世代主机PlayStation 5以及Xbox Series X